# Sofia Bleckur
Anna Sofia Bleckur, född 3 juli 1984 i Rättviks församling, Dalarna, är en svensk tidigare längdskidåkare som tävlade på världscupsnivå och för IFK Mora. Den 5 augusti 2015 meddelade hon att hon lägger skidorna på hyllan.

## Meriter
Bleckur vann Tjejvasan år 2005 och år 2014.

### Världsmästerskap
Bleckur har medverkat i två stycken världsmästerskap, VM i Val di Fiemme 2013 och VM i Falun 2015. Bleckur var med och tog silver i damernas 4 x 5 km stafett i  2015.
Bleckurs bästa placering i en individuell start i ett världsmästerskap var när hon placerade sig femma i både skiathlon 7,5 km x 7,5 km  och 30 km klassisk stil i VM 2015.

### Fotnoter
1. 1 2  Sveriges befolkning
1990:
Bleckur, Anna Sofia
2. ↑  ”Cross-Country - Athlete: Sofia Bleckur, läst 2 mars 2015”. Arkiverad från originalet den 2 mars 2015. https://web.archive.org/web/20150302131919/http://www.fis-ski.com/cross-country/athletes/athlete=bleckur-sofia-90192/. Läst 2 mars 2015.
3. ↑  Daniel Grefve (5 augusti 2015). ”Efter VM-silvret – Bleckur lägger av”. SVT Sport. http://www.svt.se/sport/vintersport/efter-vm-silvret-bleckur-lagger-av. Läst 5 augusti 2015.
4. ↑  IFK Mora - Sofia Bleckur, läst 23 februari 2013 Arkiverad 31 oktober 2012 hämtat från the Wayback Machine.
5. ↑  SVT Nyheter - Sofia Bleckur årets vinnare av Tjejvasan, läst 22 februari 2014 Arkiverad 1 mars 2015 hämtat från the Wayback Machine.
6. ↑  ”Svenskt silver i damstafetten”. http://www.svt.se/sport/vm-vinter/damstafetten. Läst 26 februari 2015.
7. ↑  ”Bleckur Sofia - Biography”. Arkiverad från originalet den 2 april 2015. https://web.archive.org/web/20150402181622/http://data.fis-ski.com/dynamic/athlete-biography.html?sector=CC&competitorid=90192&type=result&category=WSC&season=ALL&sort=P&discipline=ALL&position=&place=&Submit=Search&limit=50. Läst 2 mars 2015.